# Luciana De Simoni
Pour les articles homonymes, voir Simoni.
Luciana De Simoni née le 24 mars 1957 à Frascati est une artiste italienne. 
Elle a dessiné la pièce de 2 centimes d'euro italienne, avec pour motif le môle d'Antonelli de Turin.
Elle est également l'artiste qui a  gravé la pièce de 2 euro commémorative 2004 du Vatican à l’occasion du 75e anniversaire de la fondation de l’État de la Cité du Vatican.